# Frédéric Forte (basket-ball)
Pour les articles homonymes, voir Frédéric Forte et Forte.
Frédéric Forte, né le 27 janvier 1970 à Caen (Calvados) et mort le 31 décembre 2017 à Limoges (Haute-Vienne), est un joueur et un entraîneur français de basket-ball. Il est de 2004 à 2017 le président du Limoges CSP, club dont il a été également joueur et entraineur.

## Biographie

### Joueur
Après un premier passage difficile au CSP Limoges lors de la saison 1988-1989, Frédéric Forte décide d’aller s’aguerrir au BCM Gravelines. C’est durant les deux saisons (1989-1990 et 1990-1991) passées à Gravelines, que son talent éclate au grand jour, où sa science et sa vision du jeu le propulsent rapidement parmi les meilleurs meneurs français. Cette période sera marquée par quelques exploits individuels et collectifs, ainsi que par une expérience européenne enrichissante.
En 1991, il est rappelé au CSP Limoges, qu’il quittera après la saison 1996-1997. Ce retour en terre limougeaude marque le commencement de sa carrière de star.
Dès la première année, il participe à l’Open Mcdonald’s, où il a l’honneur de défendre contre l’un des plus grands mythes du basket mondial, Magic Johnson des Lakers de Los Angeles.
Lors de la saison 1992-1993, il entre dans l’histoire du sport français. Sous la houlette de Božidar Maljković, le CSP 
remporte la finale du Final Four du Championnat d’Europe des Clubs 1993 face au favori le Benetton Trévise et Frédéric Forte fait une action décisive en fin de match en volant le ballon à Toni Kukoč, futur partenaire de Michael Jordan aux Bulls de Chicago, alors que CSP mène 57 à 55. Le club remporte ensuite 7e titre de Champion de France Pro A en n'ayant perdu qu’un match lors de la saison régulière. 
La suite de sa carrière limougeaude sera marquée par un nouveau titre de Champion de France Pro A en 1994, ainsi que par deux Coupe Robert Busnel (1994 et 1995).
En 1997, alors qu’il est le meneur incontesté de l’Équipe de France, il est remercié par les nouveaux dirigeants du CSP Limoges. La même année, il rejoint le Paris Basket Racing, où il effectue une saison honorable.
En 1998, il signe pour une saison à l'Iraklis Salonique en Grèce, avant de revenir en France au Strasbourg pour quatre saisons de 1999 à 2003. Ce passage en Alsace sera marqué par des statistiques remarquables et une évolution dans son jeu. Il passera progressivement du poste de meneur au poste d’arrière.
Lors de la saison 2003-2004, il évoluera en Italie au SS Felice Scandone, puis signera, pour la saison 2004-2005, au Scafati Basket où il finit sa carrière de joueur.
Le 2 juillet 2006, à Limoges, dans le Palais des sports de Beaublanc, il met un terme définitif à sa carrière de joueur en fêtant son jubilé. Ce jour-là, il revêtit une derrière fois la tunique or et grenat du CSP pour rejouer la finale du Championnat d’Europe des Clubs de 1993, lors d’un match de gala.

### Entraîneur et président
En 2004, il met un terme à sa carrière de joueur pour reprendre le Limoges CSP, rétrogradé administrativement en Nationale 1 du temps de David Thévenon ou Hugues Occansey. En créant une nouvelle structure le Limoges CSP Élite avec sa femme Céline Forte, il ramène le club dans l'élite, cumulant même un temps les fonctions de président et coach en 2010 puis en 2012. Le CSP remporte de nouveau le titre national en 2014 et 2015.
En 2014, un conflit oppose la section professionnelle du Limoges CSP présidée par Frédéric Forte et l'association présidée par André Sardain.
Les deux parties s'opposent sur le montant de la subvention que le club professionnel verse à la section amateur dans le cadre de la convention qui les unit. La somme demandée par André Sardain à Frédéric Forte est supérieure de 50 000 € à celle versée ces dernières années. 
La conciliation entre les deux parties avec le maire de Limoges, Émile-Roger Lombertie, n'a pas abouti. « Nous sommes obligés de trouver une solution dans l'intérêt du basket à Limoges », a affirmé André Sardain. L'affaire devrait s'apaiser. 
Strasbourg rencontre le Limoges CSP en finale de la Pro A 2014-2015 Le coach de Strasbourg Illkirch-Graffenstaden Basket et actuel sélectionneur français, Vincent Collet, a refusé de serrer la main du président du CSP Limoges, Frédéric Forte, à la fin du troisième match des finales de Pro A  jeudi (victoire de Limoges 71-59). Une image saisie par les caméras de Canal+ Sport. Vincent Collet a expliqué après le match qu'il n’avait pas apprécié que Fred Forte dise de l’équipe de Strasbourg qu’elle jouait “un basket de rue”. Cette phrase aurait été prononcée par le président limougeaud à la radio sur France Bleu Limousin, le 15 juin, dans l’émission Bleu Blanc Vert[réf. nécessaire].
« Cette équipe de Strasbourg qui est toujours annoncée à juste titre comme l’équipe qui joue le mieux au basket en France, a montré aussi ses limites quand elle ne jouait qu’un basket propre et léché, ils l’ont compris sur le match 2 où ils n’ont pas voulu faire un match de basket mais un match un petit peu de rue et je ne critique pas, ça fait aussi partie du jeu ».
Il meurt à son domicile le soir du 31 décembre 2017, à l’âge de 47 ans d'une crise cardiaque.
Les obsèques de Frédéric Forte ont lieu le 9 janvier 2018, à Caen, suivies de l'incinération dans la stricte intimité.
Le 1er février 2020, à l'occasion du match contre le BCM Gravelines, soit quelques jours après ce qui aurait été son cinquantième anniversaire, son maillot, le numéro 4, a été retiré et hissé au plafond de Beaublanc, pour rejoindre ceux d'Ed Murphy (numéro 8) et de Richard Dacoury (numéro 7).

## Clubs successifs

### Joueur
- Centre de formation
- 1986-1988 :  Caen BC (N 1 A)
- 1988-1989 :  CSP Limoges (N 1 A)
- 1989-1991 :  BCM Gravelines (N 1 A)
- 1991-1997 :  CSP Limoges (Pro A)
- 1997-1998 :  PSG-Racing (Pro A)
- 1998-1999 :  Iraklis Salonique (ESAKE)
- 1999-2003 :  Strasbourg IG (Pro A)
- 2003-2004 :  Air Scandone Avelino (Lega A)
- 2004-2005 :  Eurodia Scafati (Lega A)

### Entraîneur
- 2006-2008 :  Limoges CSP Élite (Pro B). Il quitte le coaching du CSP à la mi-saison

### Président
- 2004-2017:  Limoges CSP Élite (Nationale 1 puis Pro B puis Pro A puis Pro B puis Pro A)

## Équipe nationale
- International français (75 sélections), il a participé au Championnat d Europe en 1991 (Italie), 1993 (Allemagne) et 1995 (Grèce).
- Médaille de bronze aux Jeux méditerranéens de 1993 à Agde.

## Palmarès

### Titre européen
- 1 titre de Champion d'Europe (actuelle Euroligue) avec le CSP Limoges : 1993

### Titres français
- 5 titres de Champion de France avec le CSP Limoges : 3 en tant que joueur en 1989, 1993 et 1994 et 2 en tant que président en 2014 et 2015.
- 2 Coupe Robert Busnel avec le CSP Limoges : 1994 et 1995

## Pour approfondir